# Vicariato apostólico de Nepal
El vicariato apostólico de Nepal (en latín: Vicariatus Apostolicus Nepalianus y en inglés: Apostolic Vicariate of Nepal) es una circunscripción eclesiástica latina de la Iglesia católica en Nepal, inmediatamente sujeta a la Santa Sede. El vicariato apostólico tiene al obispo Paul Simick como su ordinario desde el 25 de abril de 2014.

## Territorio y organización
El vicariato apostólico tiene 147 181 km² y extiende su jurisdicción sobre los fieles católicos de rito latino residentes en Nepal.
La sede del vicariato apostólico se encuentra en la ciudad de Patan (también llamada Lalitpur) en el valle de Katmandú, en donde se halla la Catedral de la Asunción de la Santísima Virgen María. 
En 2020 en el vicariato apostólico existían 14 parroquias.

## Historia
La misión sui iuris de Nepal fue erigida el 7 de octubre de 1983 con el decreto Quo aptius de la Congregación para la Evangelización de los Pueblos separando territorio de la diócesis de Patna (hoy arquidiócesis).
El 8 de noviembre de 1996 la misión sui iuris fue elevada a la categoría de prefectura apostólica con la bula Cuncta disponere del papa Juan Pablo II.
El 10 de febrero de 2007 la prefectura apostólica fue elevada a vicariato apostólico con la bula Ad aptius consulendum del papa Benedicto XVI.
El 23 de mayo de 2009, día en que el Parlamento nepalí eligió un primer ministro, un atentado con bomba devastó la Catedral de la Asunción. La explosión, provocada por una bomba colocada debajo de una silla entre los fieles, provocó tres muertos y 13 heridos.

## Estadísticas
De acuerdo al Anuario Pontificio 2021 el vicariato apostólico tenía a fines de 2020 un total de 7955 fieles bautizados.
| Año                                                                             | Población            | Población  | Población      | Sacerdotes | Sacerdotes    | Sacerdotes    | Bautizados por sacerdote | Diáconos permanentes | Religiosos | Religiosos | Parroquias |
| Año                                                                             | Bautizados católicos | Total      | % de católicos | Total      | Clero secular | Clero regular | Bautizados por sacerdote | Diáconos permanentes | Varones    | Mujeres    | Parroquias |
| ------------------------------------------------------------------------------- | -------------------- | ---------- | -------------- | ---------- | ------------- | ------------- | ------------------------ | -------------------- | ---------- | ---------- | ---------- |
| 1988                                                                            | 2174                 | 17 500 000 | 0.0            | 30         | 2             | 28            | 72                       |                      | 41         | 56         | 13         |
| 1999                                                                            | 5962                 | 23 000     | 0.0            | 43         | 6             | 37            | 138                      |                      | 59         | 91         | 33         |
| 2000                                                                            | 6057                 | 23 000     | 0.0            | 46         | 7             | 39            | 131                      |                      | 65         | 98         | 44         |
| 2001                                                                            | 6195                 | 23 000     | 0.0            | 51         | 11            | 40            | 121                      |                      | 67         | 104        | 35         |
| 2003                                                                            | 6681                 | 23 700 000 | 0.0            | 47         | 9             | 38            | 142                      |                      | 54         | 112        | 38         |
| 2004                                                                            | 7151                 | 24 421 000 | 0.0            | 49         | 9             | 40            | 145                      |                      | 56         | 115        | 42         |
| 2005                                                                            | 6626                 | 25 000     | 0.0            | 49         | 11            | 38            | 135                      |                      |            |            | 42         |
| 2010                                                                            | 7731                 | 27 504 000 | 0.0            | 67         | 14            | 53            | 115                      |                      | 79         | 160        | 8          |
| 2014                                                                            | 7000                 | 29 760 000 | 0.0            | 78         | 18            | 60            | 89                       |                      | 88         | 155        | 11         |
| 2017                                                                            | 7643                 | 31 395 930 | 0.0            | 109        | 21            | 88            | 70                       |                      | 102        | 163        | 16         |
| 2020                                                                            | 7955                 | 32 689 700 | 0.0            | 111        | 21            | 90            | 71                       |                      | 99         | 167        | 14         |
| Fuente: Catholic-Hierarchy, que a su vez toma los datos del Anuario Pontificio. |                      |            |                |            |               |               |                          |                      |            |            |            |

## Episcopologio
- Anthony Francis Sharma, S.I. † (9 de abril de 1984-25 de abril de 2014 retirado)
- Paul Simick,[7] desde el 25 de abril de 2014